# Критське письмо

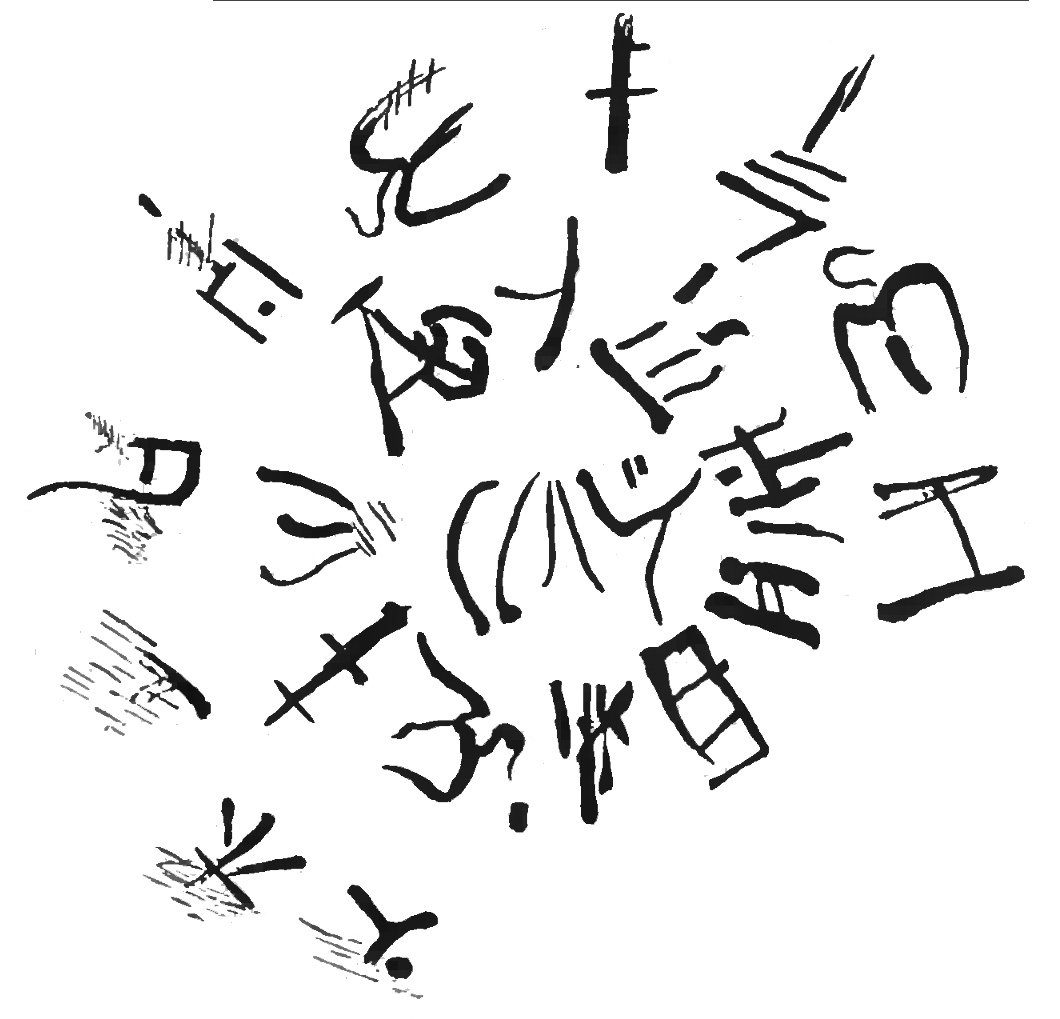
Напис Лінійним А на внутрішній поверхні Мінойської чаші.

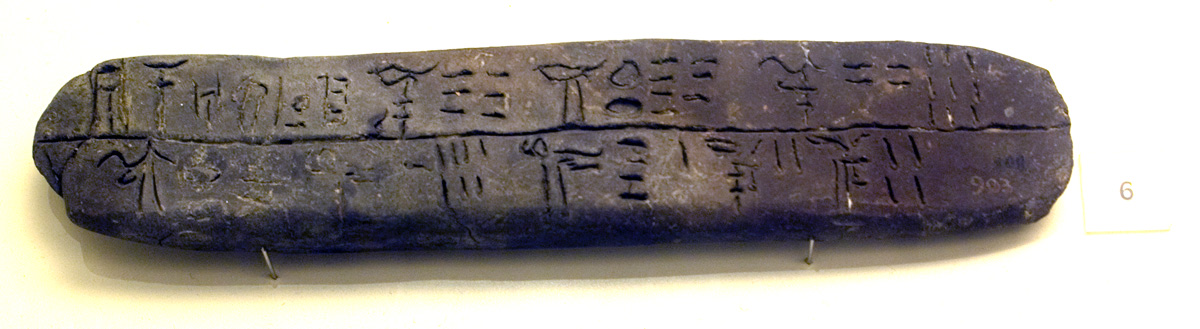
Табличка з написом Лінійним письмом Б (Археологічний музей Іракліона, Крит))

Критське письмо — писемність оригінального походження, що існувала на острові Крит за часів мінойської цивілізації кінця 3 — початку 2 тисячоліття до н. е. Характер змішаний: близько 80-90 знаків типу «голосний» або «приголосний + голосний» + кілька сот ідеограм.

## Етапи
Розвиток писемності пройшов кілька етапів:
- Критські ієрогліфи:
  - «Ієрогліфи А» (зовнішній вигляд — чисто рисункові знаки)
  - «Ієрогліфи Б» (спрощені малюнки, розвинулись у лінійне письмо А)
- Лінійне письмо А (знаки в основному втратили подібність із рисунковим оригіналом)
- Лінійне письмо Б (подальший розвиток лінійного письма А)

Хоча форма знаків за вказаний період сильно змінилася, склад знаків та їх значення принципових змін не зазнали, тому зазначені писемності є можливим розглядати як хронологічні варіанти однієї і тієї ж писемності — критського письма.
Від лінійного письма А також походить так зване кіпро-мінойське письмо, теж не дешифроване, від якого пізніше пішло Кіпрське письмо (було дешифроване наприкінці 19 століття). Завдяки двомовним написам, використовувалося для запису текстів на діалекті грецької мови, а також місцевою етеокіпрською мовою. Троянське письмо також зовні нагадує лінійне письмо А.

## Відкриття та дешифрування
Писемності Криту були невідомі аж до кінця 19 століття, допоки їх не відкрив британський археолог Артур Еванс. За життя Еванс опублікував лише невелику частину написів, сподіваючись розшифрувати їх самостійно.
Лінійне письмо Б було дешифроване Майклом Вентрісом і Джоном Чедвіком 1952 року. Написи на ньому виконано грецькою мовою з використанням численних ідеограм, а також абревіатур мінойською мовою. З їхньою допомогою вдалося частково прочитати написи, виконані більш ранніми видами письма, але не це не дало змоги зрозуміти їх — мова написів лінійного письма А й «ієрогліфічних» написів не дешифровані досі.

## Дослідники
| - Артур Еванс - Бедржих Грозний - Йоханнес Сундвалл - Аксель Перссон - Ернст Зіттіг - Володимир Георгієв - Аліса Кобер - Майкл Вентріс | - Джон Чедвік - Гюнтер Нойман - Джованні Пульєзе Каррателлі - Емілія Массон - Фриц Шахермайр - Соломон Лурьє - Моріс Поуп - Сайрус Гордон |